# Plomelin

Plomelin este o comună în departamentul Finistère, Franța. În 1 ianuarie 2022 avea o populație de 4.216 de locuitori.